# Vjekoslav Spinčić
Vjekoslav Spinčić (geb. 23. Oktober 1848 in Spinčići, Gemeinde Kastav, Istrien; gest. 27. Mai 1933 in Sušak, heute Rijeka) war ein istrianisch-kroatischer Politiker, Geistlicher und Lehrer. Er war Abgeordneter zum istrianischen Landtag.

## Leben
Spinčić wurde als Sohn des Landwirts und Maurers Anton Spinčić geboren. Er besuchte die Hauptschule in Castua und von 1861 bis 1868 das Gymnasium in Rijeka Er absolvierte zwischen 1868 und 1871 das Priesterseminar in Görz sowie von 1871 bis 1872 in Triest und wurde 1871 zum Priester geweiht. Des Weiteren studierte er von 1872 bis 1873 und von 1874 bis 1875 Philosophie (Geschichte und Geographie) an der Universität Prag sowie von 1873 bis 1874 an der Universität Wien. Er legte 1876 die Lehramtsprüfung für Geschichte und Geographie in deutscher und kroatischer Unterrichtssprache ab und wurde im März 1876 Probekandidat, im September 1876 Supplent und 1877 schließlich Professor für Geschichte und Geographie an der Lehrerbildungsanstalt in Koper. Er war Bezirksschulinspektor für die Volksschulen der Bezirke Capodistria und Volosca. Nach seiner Versetzung als Professor an die Lehrerinnenbildungsanstalt in Görz im Jahr 1887 wurde er Anfang 1892 aus dem Staatsdienst entlassen. Die Entlassung war erfolgt, nachdem er in einer Rede erklärt hatte, Istrien sei Teil Kroatiens. In der Folge übersiedelte Spinčić nach Opatija
Spinčić war Obmann des politischen Vereins für Kroaten und Slovenen in Istrien und seit 1899 des kroatischen Schulvereins „Družba Sv. Cirila i Metoda za Istru“. Er gehörte zwischen 1882 und 1883 sowie von 1884 bis 1916 dem istrianischen Landtag an und vertrat dort zunächst die Landgemeinden der Gerichtsbezirke Capodistria, Pirano und Pinguente, ab 1895 die Landgemeinden der Gerichtsbezirke Veglia, Lussin und Cherso sowie ab 1902 die Landgemeinden der Gerichtsbezirke Volosca und Castelnuovo. Er war zudem von 1889 bis 1891 Mitglied des Landesausschusses und von 1896 bis 1916 Gemeinderat von Castua.
Spinčić war vom 9. April 1891 bis zum 12. November 1918 Abgeordneter des österreichischen Abgeordnetenhauses, wobei er bis 1902 den zweiten Istrianischen Wahlbezirk der Landgemeinden der Gerichtsbezirke Pisino, Albona, Volosca, Castelnuovo, Veglia, Cherso und Lussin vertrat. Danach war er jeweils im Wahlbezirk Istrien 6 gewählt worden. Er gehörte im Abgeordnetenhaus verschiedenen, meist slowenisch-kroatischen Klubs an, wobei er ab 1911 als Obmann des Narodni klub (Nationaler Klub) im Hrvatsko slovenski Klub (Kroatisch-slowenischer Klub) wirkte, in dem gleichzeitig Obmann-Stellvertreter war. Zuletzt war Spinčić ab Mai 1917 Mitglied des  Jugoslovanski klub (Südslawischer Klub) der kroatisch-slowenischen Nationalpartei.
Spinčić  wurde 1915 in Zagreb interniert und übersiedelte nach dem Ende des Ersten Weltkriegs nach Sušak. Er war von 1919 bis 1920 Mitglied der provisorischen jugoslawischen Volksversammlung und ab 1931 Mitglied des jugoslawischen Parlaments.